# Aerob
Aerob, tlenowiec, aerobiont, oksybiont (gr. aër, aëros – powietrze; βίος (bios) – życie; łac. oxygenium – tlen) – organizm wymagający do życia dostępu wolnego tlenu, który wykorzystuje w procesie oddychania jako ostateczny akceptor protonów i elektronów (teoria chemiosmotyczna Mitchella).
Wyróżnia się:
- aeroby obligatoryjne (bezwzględny tlenowiec), żyjące jedynie w warunkach tlenowych, brak tlenu jest dla nich zabójczy,
- mikroaerofile, najlepiej rozwijające się przy niskim stężeniu tlenu.

U eukariontów proces oddychania zachodzi w cytoplazmie i mitochondrium (glikoliza, cykl Krebsa, łańcuch oddechowy).
Przypuszcza się, iż pierwotną formą oddychania bakterii (oraz innych prokariontów) było oddychanie beztlenowe – jedynie możliwe w czasie, gdy w atmosferze Ziemi nie było wolnego tlenu. Było ono bardzo opłacalne, gdyż całe środowisko było wówczas przepełnione prostymi związkami (np. cukrami), niezbędnymi do oddychania beztlenowego. Około 2 miliardów lat temu, gdy pierwotne sinice doprowadziły do przebudowy składu chemicznego atmosfery, wytwarzając tlen, stało się możliwe bardziej efektywne oddychanie tlenowe.  Sprzyjał temu też fakt, iż wolne związki organiczne w przyrodzie zaczęły się kończyć.